# I Botanici
	I Botanici sono un gruppo musicale italiano, formatosi a Benevento nel 2015.

## Carriera
Formatisi a Benevento nel 2015, pubblicano nello stesso anno il primo EP, composto da tre tracce, intitolato Demo in ciabatte.
Nel 2017 pubblicano il loro album di debutto Solstizio, a cui segue un tour tra il 2017 e il 2018. A luglio 2018 esce Solstizio Deluxe, una riedizione con brani inediti del loro primo album in studio. Nell'estate intraprendono una serie di concerti sul territorio italiano, esibendosi al Festival San Lorenzo Giovani insieme a Ministri e Voina e al So What Festival con gli Zen Circus. Appaiono, con la canzone Capotasto, nel Garrincha Mixtape Vol. 7 – Portami via.
Il 3 ottobre 2019 pubblicano Camomilla con la collaborazione de Lo Stato Sociale.
L'8 ottobre 2019, sempre per Garrincha Dischi, pubblicano il loro secondo disco Origami, prodotto da Alberto "Bebo" Guidetti de Lo Stato Sociale, al quale segue tra la fine del 2019 e l'inizio del 2020 la tournée a livello nazionale OrigamiTour. Il 26 novembre 2020 pubblicano per le etichette Garrincha Dischi e Fonoprint, con distribuzione Sony Music, il loro secondo EP Kirigami. Nel 2021 collaborano con le chitarre alla realizzazione della traccia Fantastico! (BEBO #2) dell'EP Bebo de Lo Stato Sociale.
L'11 febbraio 2022 pubblicano il singolo Grandina, il 16 marzo esce Cose superflue e il 27 aprile viene pubblicato il singolo Diverso/Uguale; tutte le canzoni sono prodotte da Antonio Del Donno, Alberto "Bebo" Guidetti e Nicola "Hyppo" Roda. Il 22 giugno esce il singolo Un istante. L'11 gennaio 2023 esce il doppio singolo Stasi / Un posto bellissimo.
L'8 dicembre 2023 esce il terzo album del gruppo, self-titled, I Botanici.

## Formazione

### Formazione attuale
- Gianmarco Ciani – voce, chitarra (2019-presente); voce secondaria (2015-2019)
- Antonio Del Donno – chitarra, piano, tastiere (2015-presente); basso (2015-2019)
- Gaspare Vitiello – batteria (2015-presente)
- Stefano Titomanlio – basso (2019-presente)

### Ex componenti
- Mirko Di Fonso – voce, chitarra (2015-2018)

## Discografia

### Album in studio
- 2017 – Solstizio
- 2019 – Origami
- 2023 – I Botanici

### EP
- 2015 – Demo in ciabatte
- 2020 – Kirigami

### Singoli
- 2017 – Magari sì
- 2017 – Binario
- 2017 – Un'altra estate
- 2019 – Mattone
- 2019 – Nottata
- 2019 – Camomilla (feat. Lo Stato Sociale)
- 2020 – Sfortuna (feat. maggio & Tanca)
- 2020 – Quarantadue (feat. Le Endrigo)
- 2022 – Grandina
- 2022 – Cose superflue
- 2022 – Diverso/Uguale
- 2022 – Un istante
- 2022 – Stasi / Un posto bellissimo

Collaborazioni come ospiti
- 2021 – Sotto la pelle (con i Rosco Dunn)
- 2022 – Melissa (con i LAMECCA)

## Videografia
Video musicali
- 2017 – Magari sì
- 2017 – Non sbaglio più
- 2017 – C'avremo tanto da fare
- 2017 – Binario
- 2019 – Mattone
- 2019 – Nottata
- 2020 – Quarantadue
- 2020 – Capotasto (feat. Giorgieness)